# Margret Gilgenreiner
Margret Gilgenreiner (* 1969 in Steingaden) ist eine deutsche Schauspielerin und Kabarettistin.

## Leben
Margret Gilgenreiner wurde 1969 in Steingaden geboren. Sie wuchs in Rottenbuch in Oberbayern auf. Von 1990 bis 1994 wurde sie an der Akademie für Darstellende Kunst Ulm ausgebildet. Darüber hinaus absolvierte sie eine Ausbildung an der Fachakademie für Sozialpädagogik Kempten. Sie war verschiedenen Theatern tätig, zuletzt das Stadttheater Ingolstadt.

## Filmografie
- 1998: Ich liebe meine Familie, ehrlich
- 2012–2016: Heimatkrimi:
  - 2012: Milchgeld. Ein Kluftingerkrimi
  - 2013: Seegrund. Ein Kluftingerkrimi
  - 2016: Schutzpatron. Ein Kluftingerkrimi
  - 2016: Herzblut. Ein Kluftingerkrimi
- 2018: Dahoam is Dahoam
- 2022: Neu Geboren
- 2024: Aktenzeichen XY … ungelöst

## Hörspiele (Auswahl)
- 1999: Stephen King: Friedhof des Grauens (3. Teil: Die andere Seite); Vorlage: Friedhof der Kuscheltiere (Kim) – Regie: Thomas Werner (Hörspielbearbeitung – WDR)

Quelle: ARD-Hörspieldatenbank